# Gaudenzio Marconi
Gaudenzio Marconi   (Comologno, 12 de març de 1841 - 1885) fou un fotògraf suís actiu a França.
Els seus nus artístics són coneguts i van ser molt usats per artistes com Auguste Rodin.